# Sowjetische Badmintonmeisterschaft 1971
Die Sowjetische Badmintonmeisterschaft 1971 fand vom 12. bis zum 16. März 1971 in Moskau statt.

## Die Sieger und Platzierten
| Disziplin    | Gold                                   | Silber                              | Bronze                                 |
| ------------ | -------------------------------------- | ----------------------------------- | -------------------------------------- |
| Herreneinzel | Viktor Shvachko                        | Nikolay Peshekhonov                 | Semjon Rosin                           |
| Dameneinzel  | Irina Natarova                         | Ludmila Markova                     | Nina Kosjak                            |
| Herrendoppel | Konstantin Vavilov Nikolay Peshekhonov | Viktor Shvachko Boris Barschach     | Vladimir Antropov Evgenij Blitshteyn   |
| Damendoppel  | Irina Natarova Nina Kosjak             | Tatyana Kochetkova Tatjana Shmakova | Ludmila Markova Lyubov Ledneva         |
| Mixed        | Viktor Shvachko Irina Natarova         | Nikolai Nikitin Reet Valgmaa        | Nikolay Peshekhonov Tatyana Kochetkova |